# Nesogenes orerensis
Nesogenes orerensis är en snyltrotsväxtart som först beskrevs av Eugène Jacob de Cordemoy, och fick sitt nu gällande namn av W. Marais. Nesogenes orerensis ingår i släktet Nesogenes och familjen snyltrotsväxter. Inga underarter finns listade i Catalogue of Life.